# CECAFA-Cup 2021
Der CECAFA Cup 2021, offiziell CECAFA Senior Challenge Cup 2021, war die 41. Ausgabe des Fußballwettbewerbs für ost- und zentralafrikanische Nationalmannschaften. Das diesjährige Turnier war U23-Spielern vorbehalten, aber die Teams durften bis zu drei Spieler über 23 Jahren aufstellen. Sie wurde vom 17. Juli bis zum 30. Juli 2021 in Äthiopien ausgetragen. Acht Mitgliedsverbände des Council for East and Central Africa Football Associations sowie eine eingeladene Mannschaft aus der Confédération Africaine de Football nahmen am Turnier teil. Die Demokratische Republik Kongo wurde als Gastnation geladen.
Titelverteidiger ist Uganda.
Es wird vom Council for East and Central Africa Football Associations (CECAFA) organisiert.

## Spielmodus
Die elf teilnehmenden Länder spielten in zwei Gruppen, eine mit vier, eine mit fünf Teams. Die Gruppensieger und -zweiten qualifizierten sich für das Halbfinale. Die Sieger der Halbfinalpartien spielten im Finale um den Titel, die Verlierer um Platz 3.

## Teilnehmer
- Äthiopien (Gastgeber)
- Burundi
- Demokratische Republik Kongo
- Dschibuti
- Eritrea
- Kenia
- Südsudan
- Tansania
- Uganda